# Johann Michael von Benckendorff
Johann Michael von Benckendorff (in russo Иван Иванович Бенкендорф?, Ivan Ivanovič Benkendorf; Reval, 1720 – Riga, 18 novembre 1775) è stato un generale russo, governatore generale di Riga.

## Biografia

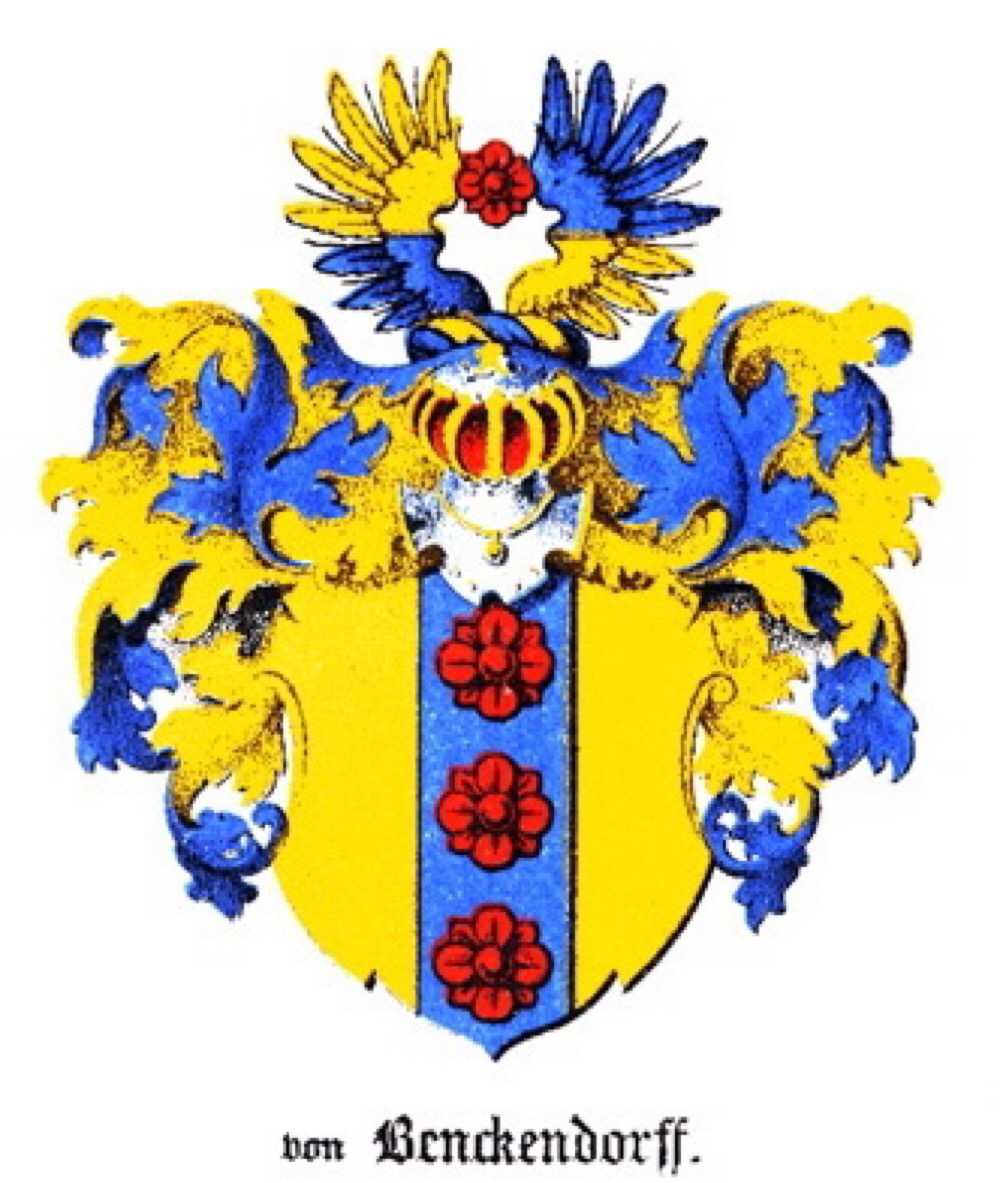
Stemma della famiglia von Benckendorff

Nato nel 1720 nell'odierna città di Tallinn, Johann Michael von Benckendorff proveniva da un'antica famiglia di ascendenze tedesche trasferitasi in Lituania nel XVI secolo; suo padre era stato burgravio di Riga. Fu padre del generale Christoph von Benckendorff e nonno dei generali Alexander e Konstantin von Benckendorff, nonché della nobildonna e salottiera Dorothea von Benckendorff.
A cinque anni era già paggio della corte imperiale russa, dopo di che entrò nell'esercito come militare nel 1741 e già dall'anno successivo prese parte ad una campagna militare contro la Svezia, prendendo parte alla presa di Verbyun e alla presa di Friedrichsham, all'attraversamento del fiume Kyumen e alla presa del borgo di Helsingfors. Al comando del feldmaresciallo Peter Lacy, prese parte a tutti gli scontri sino all'occupazione delle Isole Aland.
Nel 1752 prestò servizio nel reggimento di Smolensk con il grado di maggiore e tre anni dopo venne promosso colonnello, venendo trasferito al reggimento di Murom.
Durante la Guerra dei Sette anni, von Benckendorf prese parte a diversi scontri distinguendosi personalmente per il proprio valore, tra cui l'assedio di Memel, nei pressi di Gross-Jägersdorf, e a Zorndorf, località quest'ultima dove venne gravemente ferito e ricevette il grado di generale di brigata per il valore dimostrato (1º gennaio 1759); prese poi parte alla battaglia di Kunersdorf e sino al termine della guerra fu impegnato in altre operazioni a Berlino, Schweidnitz e altrove.
Il 2 aprile 1762, von Benckendorff ricevette il grado di maggiore generale e venne nominato comandante dell'allora reggimento di fanteria Kursk. Il 25 novembre 1770 ricevette la IV classe dell'Ordine di San Giorgio. Il 1º gennaio 1771 venne promosso tenente generale e poco dopo fu nominato comandante militare in capo della città di Riga. Nel 1772 fu insignito della I classe dell'Ordine di Sant'Anna.
Johann Michael von Benkendorf morì il 18 novembre 1775.

## Matrimonio
Von Benckendorff era sposato con Sophia-Elizabeth Levenstern, la quale nel 1777 divenne la governante del granduca russo Aleksandr Pavlovič. Dal loro matrimonio nacquero cinque figli:
- Christoph (1749-1823), generale dell'esercito russo, governatore di Riga
- Katharina Christina (4 gennaio 1750 - 20 novembre 1785), sposò Adam Ludwig von Brevern (1757–1823)
- Hermann Johann (30 luglio 1751 - 8 gennaio 1800), sposò nel 1774 Katharina Magdalena von Brevern (1748 - 3 ottobre 1775). Alla morte della prima moglie, nel 1776 si risposò con Christine Elisabeth von Brevern (1750–1807)
- Georg Christian (15 luglio 1754 - 1790), tenente colonnello, sposò nel 1783 Gertrude Margarethe Staël von Holstein (1764–1834)
- Johann (Hans) (26 agosto 1763 - 25 settembre 1841), sposò Elisabeth von Franza (1763-1842)